# 土耳其駐華大使館
土耳其駐華大使館（土耳其語：Türkiye'nin Pekin Büyükelçiliği）是土耳其共和國對中華人民共和國設置的外交代表機構，土耳其駐華大使為全館最高首長。館址位於北京市朝陽區三里屯東5街9號。

## 历史
土耳其與中華人民共和國在1971年8月8日建立外交关系，而北京的土耳其大使館則於1972年7月3日設立，內設有商務、經濟、安全、海關、文化旅遊參贊及武官辦公室。